# Thelepus binakayensis
Thelepus binakayensis är en ringmaskart som beskrevs av Pillai 1965. Thelepus binakayensis ingår i släktet Thelepus och familjen Terebellidae. Inga underarter finns listade i Catalogue of Life.